# Mimosema sobrina
Mimosema sobrina là một loài bướm đêm trong họ Geometridae.